# Occasionalismo (linguistica)
Con il termine occasionalismo ci si riferisce a una parola di una lingua che non entra o non è pensata per entrare stabilmente nel lessico o nella terminologia specialistica. Gli occasionalismi, pur essendo spesso coniazioni estemporanee, possono in alcuni casi diventare parole comuni. Un esempio è l'inglese quark usato da James Joyce nella Finnegans Wake e pensato come occasionalismo (nonce word in inglese). La parola venne però recuperata da Murray Gell-Mann e popolarizzata nell'ambito della fisica nucleare.
Se un occasionalismo non viene recuperato, viene a coincidere con un hapax, ovvero una parola che ricorre una volta sola nella storia di una lingua (o anche in un autore o in una certa opera).